# Ріу-де-Мору
Ріу-де-Мору (порт. Rio de Mouro; МФА: [ˈʁi.u dɨ ˈmo.ɾu]) — парафія в Португалії, у муніципалітеті Сінтра. Розташована в західній частині країни, на теренах історичної португальської провінції Ештремадура. Входить до складу округу Лісабон. За адміністративним поділом, чинним до 1976 року, терени парафії були складовою провінції Ештремадура. Належить до Лісабонського патріархату Католицької церкви. Патрон — Діва Марія. Площа — 16,4938 км². Населення — 47311 ос. (2011). Сильно урбанізований регіон. Густота населення — 2868,41 осіб/км²

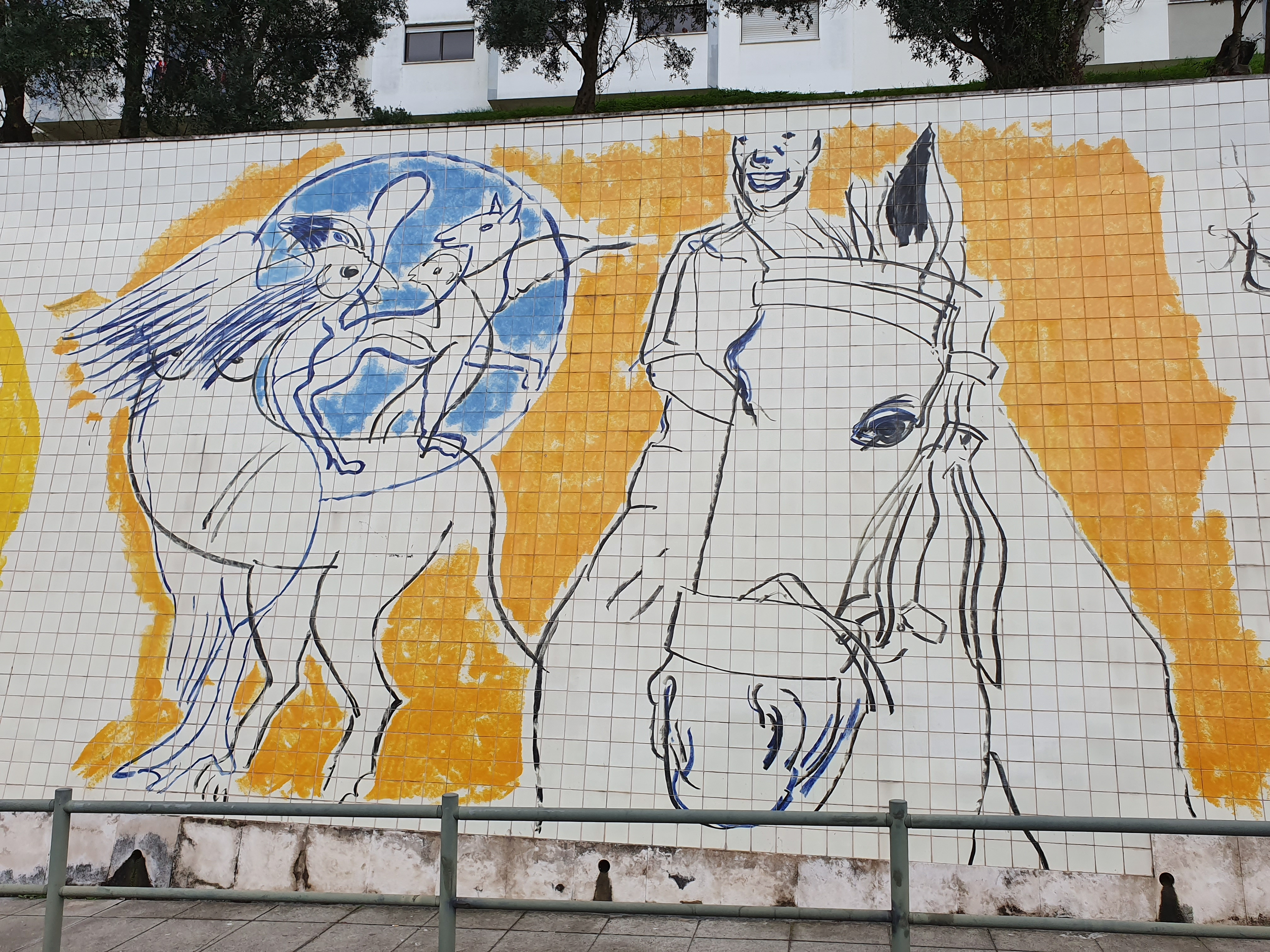
Азулєжу в Ріу-де-Мору декороване Грасою Мораіш

. Код — 111108.

## Населення
| Кількість мешканців | Кількість мешканців | Кількість мешканців | Кількість мешканців | Кількість мешканців | Кількість мешканців | Кількість мешканців | Кількість мешканців | Кількість мешканців | Кількість мешканців | Кількість мешканців | Кількість мешканців | Кількість мешканців | Кількість мешканців | Кількість мешканців |
| ------------------- | ------------------- | ------------------- | ------------------- | ------------------- | ------------------- | ------------------- | ------------------- | ------------------- | ------------------- | ------------------- | ------------------- | ------------------- | ------------------- | ------------------- |
| 1864                | 1878                | 1890                | 1900                | 1911                | 1920                | 1930                | 1940                | 1950                | 1960                | 1970                | 1981                | 1991                | 2001                | 2011                |
| 1 301               | 1 322               | 1 380               | 1 620               | 1 832               | 1 771               | 2 843               | 3 790               | 6 218               | 5 219               | 10 410              | 22 597              | 29 672              | 46 022              | 47 311              |